# Tiliacora ovalis
Tiliacora ovalis är en tvåhjärtbladig växtart som beskrevs av Friedrich Ludwig Diels. Tiliacora ovalis ingår i släktet Tiliacora och familjen Menispermaceae. Inga underarter finns listade i Catalogue of Life.